# Steve Tell
Steve Tell, född 15 april 1942 i Motala, är en svensk tidigare elitcyklist samt enduroförare. Bland hans främsta meriter märks en tredjeplats i landsvägs-SM 1965, tre gånger vinnare av enduro SM och en seger i Novemberkåsan 1979.

## Uppväxt
Steve Tell växte upp i Årsta. Efter avslutad skolgång i Årsta folkskola började Steve på Stockholm stads yrkesskola i Hammarby och utbildade sig till bilmekaniker, vilket han sedermera arbetade som under hela sitt arbetsliv.

## Karriär

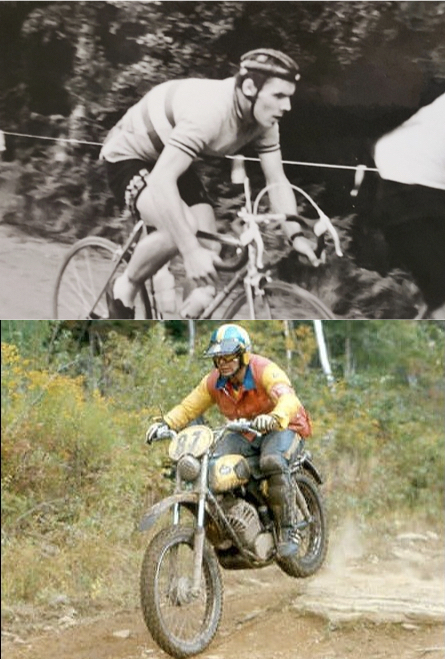
Steve Tell på cykel och enduromotorcykel.

Steve Tells idrottsliga gnista tändes redan 1955 då han vid 13 års ålder genomförde sitt första cykellopp, Pojkdagars, som arrangerades av Sven Johansson och Spårvägens CK. Tävlingen gick av stapeln under sex onsdagar under månaderna maj och juni och utgjordes av fem etapper samt en frågesporttävling. 1955 värvades Steve till klubben Hammarby Cykel. Han förblev denna cykelklubb trogen under hela sin tävlingskarriär och han var samtida med de internationellt kända bröderna Fåglum (födda Pettersson). Steve genomförde sin militärtjänst 1961 på Gotland P18 och året därefter inleddes hans karriär som elitcyklist. Under värnplikten tävlade Steve som junior i den seniora C-klassen, men han avancerade redan 1962 till den högsta A-klassen.
Steve Tell erhöll flera uppdrag från svenska cykelförbundet. Han körde ett flertal etapplopp såsom Marocko Runt (17 etapper), England Runt, Finland 3-dagars, 6-dagars i Sverige samt tävlingar i Polen och Östtyskland. Hans bästa tävlingsresultat som cyklist inträffade under svenska mästerskapen 1965 i Örebro då han slutade trea efter Jupp Ripfel och Sture Fåglum och slog då bl.a. fjärdeplacerade Gösta "Fåglum" Pettersson som allmänt anses vara en av Sveriges främsta cyklister genom tiderna.
Efter 1967 års säsong avslutade Steve Tell sin karriärsatsning som elitcyklist, varpå han gifte sig och fick en son. Han fortsatte dock att träna regelbundet.
1968 inledde Steve Tell sin andra idrottskarriär, denna gång inom ramen för endurosporten. Under sin uppväxt hade Steve haft ett brinnande intresse för motorcyklar och i Årsta fanns vid denna tid firman Nordiska Motor som importerade Maico cross- och enduro-motorcyklar. Via detta företag införskaffade Steve sin första motorcykel, en begagnad Maico 250cc endurocykel. I december 1967 närvarade han vid en tävling på Järvafältet som åskådare och blev inspirerad att tävla för egen del. Därefter gick han omedelbart med i svenska motorsällskapet och erhöll tävlingslicens. I sin debut som enduroförare blev Steve femma i B-klassen och fick genast blodad tand för sporten. Kort därpå köpte han en modernare motorcykel, en Husqvarna 250cc, och enduro-karriären tog fart.
Steve Tell avancerade hastigt i graderna och tävlade redan under 1969 i A-klassen. 1972 gjorde Steve sin debut i International Sixdays Enduro, även kallat “sexdagars”. Han tävlade för Sveriges förstalag mellan åren 1972 till 1981 (med undantag för åren 1976 och 1980 då han ingick i andralaget). Under dessa år samlade Steve samman åtta guld, ett silver och ett brons. I svenska mästerskapen var Steve på pallen under hela 70-talet och vann SM åren 1973, 1976 och 1979. Han har genomfört Novemberkåsan inte mindre än tolv gånger och vann tävlingen 1979 i Åsbroskogarna utanför Örebro på en 125cc motorcykel. Han har tävlat i Gotland Grand National hela 15 gånger och fortsatte därefter att delta i denna tävling som motionär fram tills år 2005.

## Efter karriären

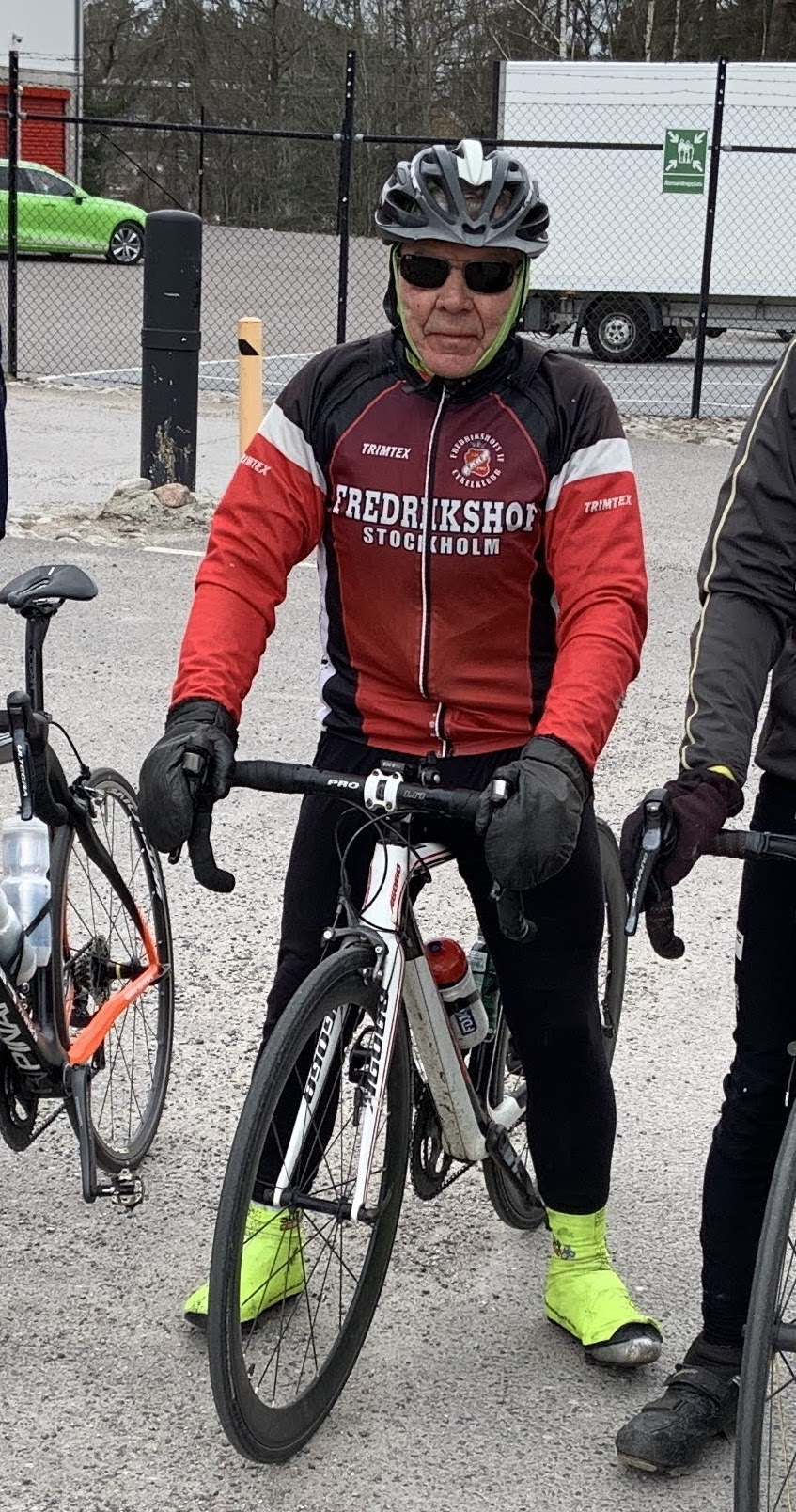
Steve Tell 2021.

Cyklandet har aldrig tagit slut. Steve tar ut sin cykel varje dag i ur och skur och genomför en daglig träningstur året om. Med elitidrottarens noggrannhet för Steve träningsdagbok och under åren från 2015 till 2021 har han samlat strax över 10 000 träningsmil. Sedan 2015 cyklar han med stockholmsklubben Fredrikshofs IF CK.        
Vid sidan av cyklandet ägnar Steve en hel del av sin fritid åt veteranfordon. Samlandet startade i slutet av 70-talet i form av en Norton av 1932 års modell, en Harley-Davidson 750cc av 1937 års modell och en Monark-Albin av 1942 års modell och det har fortsatt sedan dess.

## Meriter
| År   | Tävling       | Resultat  |
| ---- | ------------- | --------- |
| 1965 | Landsvägs-SM  | 3:e plats |
| 1973 | Enduro SM     | 1:a plats |
| 1976 | Enduro SM     | 1:a plats |
| 1979 | Enduro SM     | 1:a plats |
| 1979 | Novemberkåsan | 1:a plats |